# Стенде (станция)
Сте́нде (латыш. Stende) — железнодорожная станция на линии Вентспилс — Тукумс II, в городе Стенде Талсинского края Латвии.

## История
Станция Стенде была открыта вместе с Московско-Виндавской железной дорогой в 1901 году. Во время Первой мировой войны, после постройки Стендско-Вентспилсской узкоколейной сети, стала железнодорожным узлом. В 1923 году на месте разрушенного в Первую мировую войну пассажирского здания, по проекту Артура Медлингера было построено новое, существующее и в настоящее время. До 2010 года в Стенде останавливался поезд маршрута Рига — Вентспилс.